# Лысогорка (памятник природы)
Лысогорка — меловая гора, комплексный памятник природы регионального значения, расположенный у села Лысогорка в Куйбышевском районе Ростовской области. 

## Описание

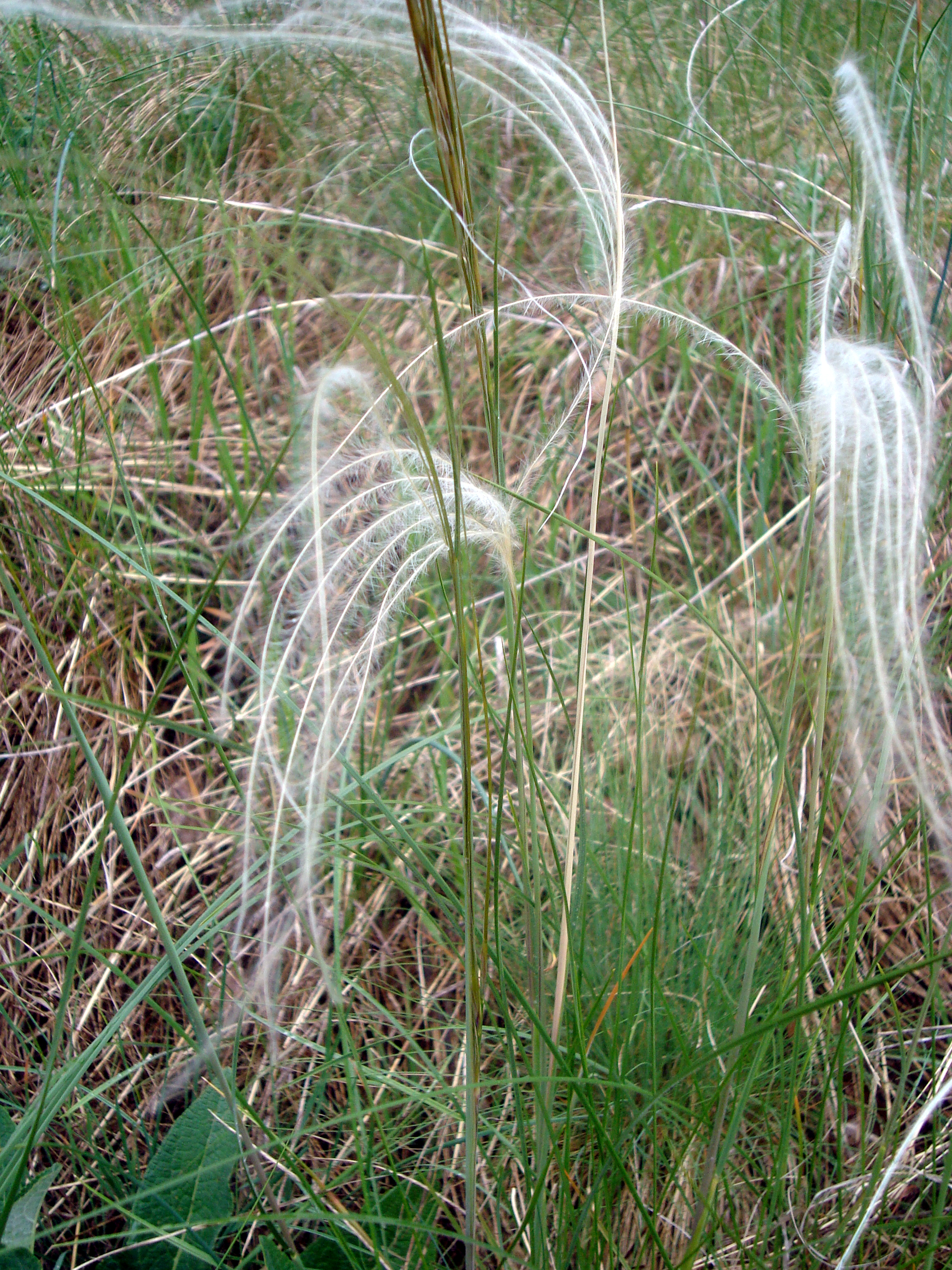
Ковыль опушённолистный

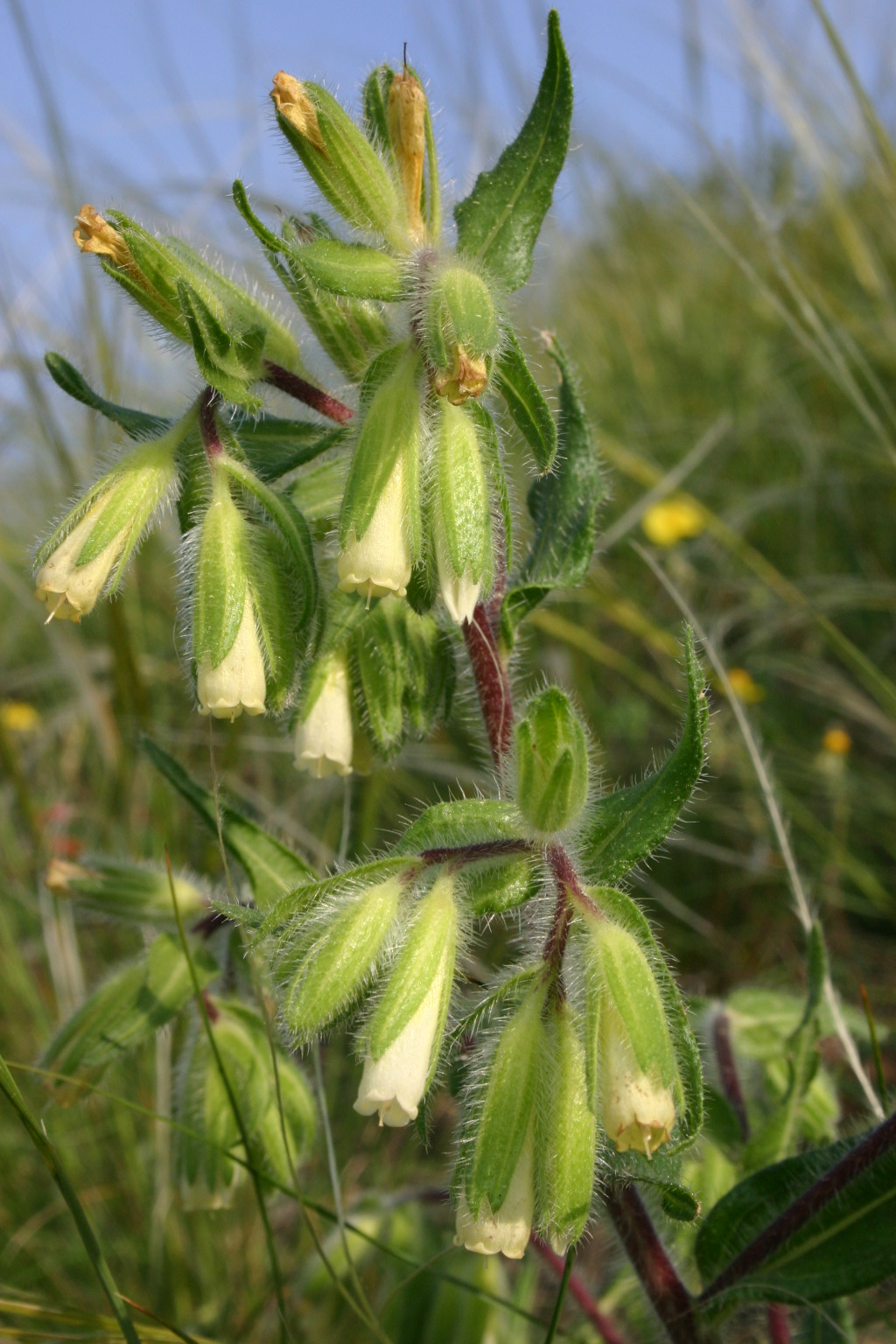
Оносма донская

Район Лысогорки относится к южному форпосту обитания южнорусских ксерофитов — нагорных растений сухих мест обитания, способных выдерживать длительную засуху и высокие температуры. Основная роль здесь принадлежит полукустарникам и полукустарничкам, тесно связанным с меловыми субстратами. Многие виды растений, растущих здесь, относятся к редким и занесены в Красную книгу Ростовской области. Это: ковыль опушеннолистный, полынь солянковидная, василёк русский, оносма донская, бурачок голоножковый, двурядник меловой, рогачка меловая, терескен хохолковый и др.
Территория Ростовской области в геологическом прошлом представляла собой складчатый горный хребет, поднятый над окружающей местностью. Под действием природных сил хребет постепенно разрушался, подъёмы и опускания суши с заливанием их морями оставляли после себя пласты осадочных пород. Эти явления прослеживается в среднем карбоне (311 млн лет назад), альбском ярусе (103 млн лет назад) и в Неогеновом периоде Бурдигальского яруса (18 млн лет назад). В это время территория Лысогорки являлась дном теплого и мелководного моря.
В четвертичный период кайнозойской эры ледниковый покров не дошел до территории нынешней Ростовской области. После таяния ледника на её территорию хлынули талые воды, которые вымывали и наносили горные породы, формируя рельеф.
Многие растения, произрастающие на горе и её основании были занесены в Красную книгу Ростовской области: ковыль опушеннолистный, полынь солянковидная, василёк русский, оносма донская, бурачок голоножковый, двурядник меловой, рогачка меловая, терескен хохолковый и др.